# NGC 7709
NGC 7709 es una galaxia lenticular (SB0) localizada en la dirección de la constelación de Acuario. Posee una declinación de -16° 42' 20" y una ascensión recta de 23 horas, 35 minutos y 27,2 segundos.
A galaxia NGC 7709 fue descubierta en 21 de octubre de 1886 por Lewis Swift.